# جواو ماريو
جواو ماريو نافال دا كوستا إدواردو (بالبرتغالية: João Mário Naval da Costa Eduardo‏) وهو لاعب كُرَة قَدَم برتغالي في مركز الوسط ولد في يوم 19 يناير 1993 في مدينة بورتو يلعب حاليًا لصالح نادي بنفيكا البرتغالي. سبق وأن لعب مع نادي إنتر ميلان وسبورتينغ لشبونة ونادي فيتوريا سيتوبال ولعب أيضاً مع منتخب البرتغال لكرة القدم.

## روابط خارجية
- جواو ماريو على موقع الاتحاد الدولي (مؤرشف)  (الإنجليزية)
- جواو ماريو على موقع الاتحاد الأوربي (الإنجليزية)
- جواو ماريو على موقع اتحاد تركيا (لاعب) (الإنجليزية)
- جواو ماريو على موقع قاعدة بيانات كرة القدم.إي يو (الإنجليزية)
- جواو ماريو على موقع ليكيب (الفرنسية)
- جواو ماريو على موقع ناشيونال فوتبول تيمز (الإنجليزية)
- جواو ماريو على موقع Soccerbase.com (لاعب) (الإنجليزية)
- جواو ماريو على موقع Soccerway.com (الإنجليزية)
- جواو ماريو على موقع عالم كرة القدم.نت (الإنجليزية)
- جواو ماريو على موقع AS.com (الإسبانية)